# ヴァイラス (1999年の映画)
『ヴァイラス』（英: Virus）は、1999年のアメリカ映画。原作はダークホースコミックスの同名コミック。

## キャッチコピー
- It is Aware.（米）
- 人間でいられない。（日）

## ストーリー
宇宙の彼方より知的生命体が電磁波の形で宇宙ステーション「ミール」を襲い、そこから海上のロシアの衛星探査船ヴォルコフ号に突入した。その生命体はデータベースから人間という生命体を調べつくし、人間を「絶滅すべき敵」＝ヴァイラス（ウイルス）とし、出した答えは「人類抹殺」。そして生命体は人間の身体のパーツを自らの動く手足に改造し、人間と機械の融合体にしようとしている。
その頃、運搬船シースター号の船長であるエバートンは台風で積み荷を失い、全財産を失ってしまった。失意の底に落とされたエバートンが自殺しようとした時、シースター号のクルーがヴォルコフ号を発見する。エバートンとそのクルー達は、ヴォルコフ号をロシア政府に引き渡すことで合法的に莫大な報酬が得られることを知り、ヴォルコフ号を再始動させる。しかし、この船には何かが潜んでいた。

## 登場人物
ケリー・"キット"・フォスター（Kelly "Kit" Foster）
演 - ジェイミー・リー・カーティス
シースター号の航海士。元海軍所属で、上官を殴ってクビになった経歴を持つ。
スティーブ・ベイカー（Steve Baker）
演 - ウィリアム・ボールドウィン
シースター号の機関長。
ロバート・エバートン（Robert Everton）
演 - ドナルド・サザーランド
シースター号の船長。頑固な性格で、他人の意見を聞かない。全財産をかけた積み荷を失うなど人一倍の不遇に見舞われ、執着の強い一面がある。
ナディア・ヴィノグラードワ（Nadia Vinogradova）
演 - ジョアンナ・パクラ
ヴォルコフ号の科学担当官で、アレクシーの妻。ヴォルコフ号唯一の生き残り。
J・W・ウッズ・Jr.（J.W. Woods Jr.）
演 - マーシャル・ベル
シースター号の操舵士。臆病な性格。
リッチー・メイソン（Richie Mason）
演 - シャーマン・オーガスタス
シースター号の船員。黒人。元海軍所属で機械に強い。
ヒコ（Hiko）
演 - クリフ・カーティス
シースター号の船員。マオリ族で顔面にタトゥーを入れている。船乗りだが泳げない。
スクィーキー（Squeaky）
演 - ジュリオ・オスカー・メチョソ
シースター号の機関士。キューバ人で、スティーブと仲が良い。
アレクシー（Alexi）
演 - レヴァニ
ヴォルコフ号の船長で、ナディアの夫。

## キャスト
| 役名                         | 俳優                         | 日本語吹替             | 日本語吹替                                      |
| 役名                         | 俳優                         | ソフト版               | 日本テレビ版                                    |
| ---------------------------- | ---------------------------- | ---------------------- | ----------------------------------------------- |
| ケリー・"キット"・フォスター | ジェイミー・リー・カーティス | 駒塚由衣               | 弥永和子                                        |
| スティーブ・ベイカー         | ウィリアム・ボールドウィン   | 内田直哉               | 堀内賢雄                                        |
| ロバート・エバートン船長     | ドナルド・サザーランド       | 家弓家正               | 家弓家正                                        |
| ナディア・ヴィノグラードワ   | ジョアンナ・パクラ           | 高島雅羅               | 日野由利加                                      |
| J・W・ウッズ・Jr.            | マーシャル・ベル             | 小島敏彦               | 大塚芳忠                                        |
| リッチー・メイソン           | シャーマン・オーガスタス     | 山野井仁               | 楠大典                                          |
| ヒコ                         | クリフ・カーティス           | 水野龍司               | 江原正士                                        |
| スクィーキー                 | ジュリオ・オスカー・メチョソ | 古田信幸               | 岩崎ひろし                                      |
| アレクシー船長               | レヴァニ                     |                        | 星野充昭                                        |
| 生命体の声                   |                              | 郷里大輔               | 玄田哲章                                        |
| その他                       |                              |                        | 小形満 落合弘治 小林沙苗                        |
|                              |                              |                        |                                                 |
| 演出                         |                              | 中野洋志               | 市来満                                          |
| 翻訳                         |                              | 永松真理               | 永松真理                                        |
| 調整                         |                              | 高橋慶美               | 兼子芳博                                        |
| 担当                         |                              | 吉富孝明               |                                                 |
| 制作                         |                              | ニュージャパンフィルム | ニュージャパンフィルム                          |
| 初回放送                     |                              |                        | 2002年12月27日 『金曜ロードショー』 21:03-22:54 |

※ハピネットから2022年2月2日発売の「HDリマスター版」BDにはソフト版に加え、日本テレビ版の日本語吹替も収録。

## スタッフ
- 監督：ジョン・ブルーノ
- 製作：ゲイル・アン・ハード
- 脚本：チャック・ファーラー、デニス・フェルドマン
- 原案：チャック・ファーラー
- 製作総指揮：チャック・ファーラー、ゲーリー・レビンソン、マイク・リチャードソン、マーク・ゴードン
- 撮影：デビッド・エグビー
- 音楽：ジョエル・マクニーリー
- プロダクション・デザイナー：メイリン・チェン
- フィジカル・エフェクト・デザイナー：エリック・アラード、スティーヴ・ジョンソン
- スペシャル・エフェクト・スーパーバイザー：フィル・ティペット